# Chané
Els chanés (en guaraní tapiti: "esclau") o izoceños (dels Bañados de Izozog), constitueixen una ètnia d'origen arahuac (arawak) del Chaco occidental que fa aproximadament 3.000 anys va abandonar la regió de les Guaianes migrant cap al sud. Una de les seves parcialitats es va establir en els Llanos de Manso al nord-oest de l'actual Argentina, a la zona del Chaco, i al sud de l'actual Bolívia i després va acompanyar als chiriguans en la seva migració cap al nord de l'Argentina.

## Història
Milers d'anys abans de l'era comuna els arahuacs van poblar les illes de la mar Carib passant d'illa en illa. El final d'aquesta lenta expansió va ser la seva arribada a l'illa de Cuba i a Santo Domingo, en mig de les Grans Antilles, que ja estava poblada des de 3.000 anys abans de l'era comuna. Per raons desconegudes, entre l'any 1500 aC i el 800, grups agrícoles d'origen arahuac provinents de terres baixes (Surinam) van abandonar el seu hàbitat i van migrar cap al sud portant una tradició de ceràmica incisa. Excavacions realitzades a Pailón i en el traçat del gasoducte de Bolívia al Brasil confirmen la presència chané a la regió des del segle viii.
Cronistes com Diego Felipe de Alcaya, donen notícia d'un poble que vivia entre els contraforts de la serralada andina i el curs mitjà del riu Guapay. En la gran planura, les valls, i al llarg i ample de les riberes estaven establertes i confederades les comunitats sota el comandament superior d'un cabdill, a qui Alcaya va designar amb el títol de rei. Aquest portava el nom dinàstic de Grigotà, tenia un habitacle prou còmode i vestia una espècie de camisa de colors vius. Subordinats a ell, disposant de centenars de guerrers estaven els cacics a qui se'ls anomena Goligoli, Tundi i Vitupué.
Els chanés van establir relacions comercials amb els quítxues de l'Imperi Inca i tribus arahuaques com els moxos. Els inques en el seu afany d'expandir el seu imperi cap al sud-est va enviar al príncep Guacane, el qual va aconseguir un acord amb Grigotà per contrarestar els atacs de les aguerrides hordes guaranís, i va fundar una ciutat al costat del temple preincaic del Fort de Samaipata. Els quítxues van establir diversos forts a les valls poblats per chanés entre la regió muntanyenca de la Sibèria i el riu Guapay.
Previ a l'arribada dels espanyols, els guaranís (dels que formaven part els chiriguans) van envair les planes i valls chanés al segle xv, derrotant l'inca Guacane i al seu germà Condori, i els soldats quítxues es van retirar fins a la regió de Pojo. Els guaranís van ocupar Samaipata on van prendre a les dones quítxues i chanés. El cacic Grigotà va aconseguir una victòria contra els chiriguans, però eventualment també el seu territori va sucumbir a la invasió guaraní que va dominar tota la regió.
Els chanés van ser esclavitzats pels chiriguans-guaranís, van conservar la seva identitat ètnica però van perdre la seva llengua arawak original fa aproximadament 300 anys, adoptant una forma del guaraní. Moltes dones chanés van ser preses com esposes dels seus amos guaranís, el que va donar lloc a certa fusió d'ambdós pobles. En 1892 l'exèrcit de Bolívia va derrotar els chiriguans en la batalla de Kuruyuki (Curuyuqui), i els chanés van aconseguir alliberar-se de l'esclavitud, migrant molts a l'Argentina.
Durant la Guerra del Chaco en 1934, uns 2.500 isocenys o chanés van ser portats presoners al Paraguai, la majoria dels quals va poder retornar al final de la guerra.

## Cultura
Peces de terrissa trobades al camp del departament de Santa Cruz i tot dins de l'actual recinte de la ciutat de Santa Cruz de la Sierra, revelen que la comarca va servir de domicili a pobles posseïdors d'un cert grau de cultura. S'ha donat el nom de chané a aquest vestigi de primitiva cultura aborigen i s'aplica la mateixa designació a la gent que la van posseir i van ser els creadors d'aquella ceràmica.
Els antics chanés eren agricultors, caçadors i pescadors. Amb un sistema social desenvolupat on els llinatges determinaven els rangs socials. Eren un poble sedentari, construïen assentaments densament poblats, amb grans cases comunes i envoltats dels seus cultius. Entre els seus cultius es trobaven el blat de moro, el cacauet, el cotó, la mandioca (o yuca), el zapallo (carabassa de la regió) i els porotos (fesols). Van desenvolupar sistemes d'irrigació per als seus cultius, que encara són utilitzats pels seus descendents a Izozog, per poder conrear satisfactòriament en una regió que no té aigua durant més de sis mesos a l'any. Utilitzaven hàbilment la ceràmica, llauraven la pedra, i enterraven als seus morts juntament amb eines, estris i queviures. S'han trobat restes arqueològiques chanés a Fuerte de Samaipata, Valle Bajo, Mairana, Portachuelo, Okinawa, Cotoca, i fins i tot a la regió metropolitana de Santa Cruz de la Sierra.
Com cultura viva, encara persisteixen mostres de ceràmica, teixits, elaborades màscares de fusta i sistemes d'irrigació a la regió d'Izozog.

## Comunitats
En l'Argentina els chanés viuen al nord-est de la Província de Salta a les comunitats de Tuyuntí, Camp Durán i Pichanal, i al departament General José de San Martín al Centro comunitario Algarrobal Étnia Chané (a Aguaray), Comunidad Aborigen Chané Tutiatí (a Aguaray), Comunidad Aborigen de Ikira (a Aguaray), Consejo Comunitario chané Tuyuntí Aguaray (a Aguaray), Comunidad Aborigen San Vicente (a General Mosconi; en aquest cas la comunitat és mixta chané-guaraní), Comunidad San Jose (en General Mosconi, també mixta chané-guaraní) i Comunidad Capiazuti (a Aguaray, igualment mixta guaraní-chané). A la Província de Jujuy habiten en les proximitats de Ledesma i Sant Pere.
Aproximadament 1.400 chanés van ser censats en l'Argentina (cens INDEC 2001). L'Enquesta Complementària de Pobles Indígenes (ECPI) 2004-2005, complementària del Cens Nacional de Població, Llars i Habitatges 2001, va donar com a resultat que es reconeixen i/o descendeixen en primera generació del poble chané 2.099 persones a la Província de Salt, dels quals 1.949 resideixen en comunitats. A tot el país es van declarar chanés 4.376 persones, 2.016 vivint a comunidades.
Els chané izoceños (autodenominats tapy'y o timanka) es diferencien per haver tingut un contacte menor amb els chiriguans. A Bolívia viuen al llarg del riu Parapetí al Departament de Santa Cruz i en l'Argentina, en les missions de Yacuy i Che-Renda, situades en la rodalia de Tartagal a Salta. Al Izozog formen una capitania que té al capdavant un "capitán grande" generalment hereditari, que administra el parc nacional Kaa Iya. Des de 1994 han estat agrupats en una subalcaldía.
Els altres descendents de la cultura chané es van barrejar al principi amb els guaranís, posteriorment amb els colonitzadors espanyols i durant els últims dos segles amb el flux migratori d'europeus, àrabs, i migrants d'altres parts de Bolívia i Argentina. La cultura chané és un component important de l'herència cultural i ètnica de les actuals poblacions de Santa Cruz, Tarija, Salta, i el Chaco argentí.